# نيكلاس بيديرسين
نيكلاس بيديرسين (بالدنماركية: Nicklas Pedersen)‏ (مواليد 10 أكتوبر 1987 في كوغ، الدنمارك) لاعب كرة قدم دنماركي يجيد اللعب في مركز المهاجم ويلعب حاليا في نادي غرونيننغن الهولندي منذ 2009.

## مسيرته الكروية
لعب نيكلاس بيديرسين خلال مسيرته الاحترافية مع 7 أندية في سبعة عشر موسمًا وسجل خلالها 68 هدفًا ضمن 259 مباراة. ولم يفز بأي موسم بالكأس وفاز في موسم واحد بالدوري.
خاض نيكلاس بيديرسين مسيرته مع نادي هرفوليه في موسم 2005–06 واستمر معه طيلة ثلاثة مواسم، مشاركًا في 39 مباراة سجل خلالها 18 هدفًا. ثم انتقل إلى نادي نوردشيلاند في موسم 2007–08 ولمدة موسمين، حيث شارك في 26 مباراة سجل خلالها 9 أهداف. لينتقل بعدها إلى نادي غرونينغن في موسم 2008–09 ليلعب معه أربعة مواسم، مشاركًا في 72 مباراة سجل خلالها 12 هدفًا. ثم انتقل إلى نادي كيه في ميخيلين في موسم 2012–13 في المرة الأولى لمدة موسم واحد ثم في موسم 2017–18 لمدة موسم واحد، مشاركًا طوالها في 50 مباراة سجل خلالها 16 هدفًا. هذا وانتقل لاحقًا إلى نادي غينت في موسم 2013–14 واستمر معه طيلة ثلاثة مواسم، مشاركًا في 41 مباراة سجل خلالها 9 أهداف. ثم انتقل بعدها إلى نادي أوستينده في موسم 2015–16 ولمدة موسمين، مشاركًا في 19 مباراة ولم يسجل أي هدف. ليعود وينتقل من جديد، لكن هذه المرة إلى نادي إيمن في موسم 2018–19 لمدة موسم واحد، مشاركًا في 12 مباراة سجل خلالها 4 أهداف.

## روابط خارجية
- نيكلاس بيديرسين على موقع الاتحاد الأوربي (الإنجليزية)
- نيكلاس بيديرسين على موقع قاعدة بيانات كرة القدم.إي يو (الإنجليزية)
- نيكلاس بيديرسين على موقع ناشيونال فوتبول تيمز (الإنجليزية)
- نيكلاس بيديرسين على موقع Soccerbase.com (لاعب) (الإنجليزية)
- نيكلاس بيديرسين على موقع Soccerway.com (الإنجليزية)
- نيكلاس بيديرسين على موقع عالم كرة القدم.نت (الإنجليزية)
- نيكلاس بيديرسين على موقع AS.com (الإسبانية)